# عاشقان شیطانی
عاشقان شیطانی (انگلیسی: Diabolik Lovers) (به ژاپنی: ディアボリックラヴァーズ ,Diaborikku Ravāzu) یک فرنچایز رمان تصویری ژاپنی از آثار ریجت است. اولین محصول آن‌ها در ۱۱ اکتبر ۲۰۱۲ برای کنسول بازی دستی پلی‌استیشن همراه منتشر شد. از این اثر پنج بازی به نام‌های هانتد دارک برایدال، عاشقان شیطانی خون بیشتر، وان‌دد کارناوال، دارک فیت و لیونتیک پِرید ساخته شده‌است که دو عنوان نخست برای کنسول پلی‌استیشن ویتا دوباره‌سازی شده‌اند. بر اساس این فرنچایز یک مجموعه تلویزیونی انیمهٔ ژاپنی در سبک شوجو توسط ایتودیو زکوشیزو به نویسندگی سئیکو ناگاتسو و کارگردانی شیبونو تاگاشیرا ساخته شد که از سپتامبر تا دسامبر سال ۲۰۱۳ و به تعداد ۱۲ قسمت اصلی در شبکهٔ ای‌تی-ایکس پخش شد و همچنین دارای یک نسخه اووی‌ای می‌باشد.
فصل دوم این انیمه با نام عاشقان شیطانی خون بیشتر (به انگلیسی: Diabolik Lovers More, Blood) نیز به تعداد ۱۲ قسمت از سپتامبر تا دسامبر ۲۰۱۵ پخش شد.
داستان انیمه در مورد دختری دبیرستانی به نام یویی کوموری (به ژاپنی:小森 ユイ Komori Yui) است که وقتی پدرش بعنوان یک کشیش کلیسا و کار و شکار خوناشام‌ها بدون گفتن بهش از کشور خارج میشه و یویی مجبور میشه به ژاپن بیاد و با شش پسر مرموز مواجه میشه
با اولین دیدار متوجه رفتار عجیب ساکنان خانه می‌شود و بزودی در می‌یابد که شش برادری که در آن خانه زندگی می‌کنند انسان عادی نیستند و خون‌آشام هستند که نام آن‌ها شو، رجی، آیاتو فرزند کارل هاینز و کوردلیا، کاناتو، لایتو و سوبارو است. آن‌ها آن دختر که یویی نام دارد را ماننده یک عروس قربانی می‌دانند. عموی ساکاماکی‌ها که ریکتر نام دارد به آنها گفته که ان دختر را نکشند و البته آن‌ها به حرفش او گوش می‌دهند در واقع ریکتر یویی را برای این زنده گذاشته که قلب مادر آیاتو کاناتو و لایاتو که کوردلیا نام دارد را در بدن این دختر قرار دهد و متأسفانه موفق شود اما سزای کار او مرگ بود البته یک مرگ تأیید نشده!
فصل دوم: در فصل دوم چهار پسر به نام‌های کو، روکی، یوما و آزوسا موکامی که یکدیگر را برادر می‌دانند، یویی را می‌دزدند و او را حوا به معنای اولین انسان زن می‌نامند و خون یویی را نیاز دارند تا بتوانند به انسان تبدیل بشوند به گفته کارل هینز خون خاصی در رگ‌های یویی قرار دارد و اگر نقشه آن‌ها عملی نشود آدم داستان هرگز پیدا نمی‌شود و نقشه چندین ساله کارل هینز ناتمام می‌ماند.
فصل سوم: درادامه داستان دو برادر به اسم شین و کارلا تسوکینامی که برادر خونی هم هستند و نژادشون گرگینه است قصد انتقام از پادشاه دنیای خوناشام هارا دارند و بدنبال راه حل بیماری بنام زمان پایان یا Endziet هستند و در پایان هرچند با دعوا و شورش توسط یویی به صلح می‌رسند.

## شخصیت‌ها
- کوموری یویی
- ساکامی شو
- ساکامی رجی
- ساکامی آیاتو
- ساکامی لایتو
- ساکامی کاناتو
- ساکامی سوبارو
- موکامی روکی
- موکامی کو
- موکامی یوما
- موکامی آزوسا
- ساکاماکی کینو
- تسوکینامی شین
- تسوکینامی کارلا
- کوردلیا
- کریستا
- بیاتریکس
- کارل هینز ساکاماکی یا رینتهارت
- ریکتر ساکاماکی
- گیسباچ تسوکینامی
- بورای کودریا
- یوری
- منائه تسوکینامی
- کرونه تسوکینامی

## صداپیشگان
Kōsuke Toriumi در نقش شو ساکاماکی

Katsuyuki Konishi در نقش ریجی ساکاماکی

Hikaru Midorikawa در نقش آیاتو ساکاماکی

Daisuke Hirakawa در نقش لایتو ساکاماکی

Yūki Kaji در نقش کاناتو ساکاماکی

Takashi Kondō در نقش سوبارو ساکاماکی

Takahiro Sakurai در نقش روکی موکامی

Ryōhei Kimura در نقش کو موکامی

Tatsuhisa Suzuki در نقش یوما موکامی

Daisuke Kishio در نقش آزوسا موکامی

tomoaki maeno در نقش کینو